# Astronomia newtoniană

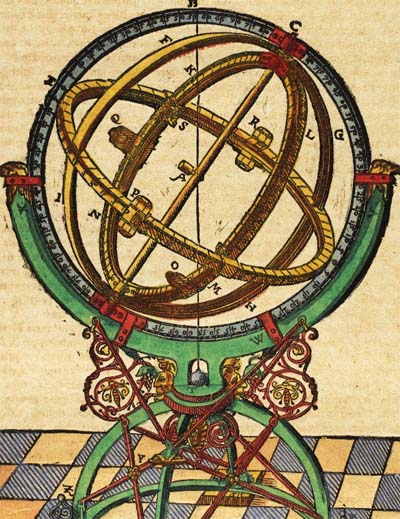
Tycho Brahe - Armille æquatoriæ, model pentru ilustrare concretă și măsurători ale stelelor și planetelor

Din punct ce vedere stiințific teoria coperniciană a fost doar un rearanjament al obitelor planetelor concepute de Ptolemeu. Din 1580 până în 1597 astronomul danez Tycho Brahe a studiat stelele descoperind peste 700 de stele noi, și a făcut, înainte de inventarea telescopului, măsurători astronomice precise ale stelelor și sistemului solar. 
Aceste date l-au ajutat pe Johannes Kepler, astronom german, să formuleze legi despre mișcările planetelor afirmând că „mișcările de revoluție ale planetelor nu sunt circulare ci eliptice, cu viteze variabile și distanțe variabile față de soare”. Vezi și Legile lui Kepler.
Fizicianul englez Sir Isaac Newton a enunțat un principiu simplu pentru a explica legile lui Kepler despre mișcările planetelor. Prin reguli matematice el a descris o forță de atracție care există între soare și planete. Aceasta forță, care „depinde de masa soarelui și a planetelor și de distanța dintre acestea”, a pus baza interpretărilor fizice ale legilor lui Kepler. Descoperirea matematică a lui Newton se numește „legea gravitației universale”.